# Márcio Miranda Freitas Rocha da Silva
Márcio Miranda Freitas Rocha da Silva, noto anche con lo pseudonimo di Marcinho (Campinas, 20 marzo 1981), è un allenatore di calcio ed ex calciatore brasiliano, di ruolo centrocampista.

## Caratteristiche tecniche
Trequartista che può variare su tutto il fronte offensivo, può ricoprire anche il ruolo di seconda punta.

## Carriera
In Brasile ha vestito le maglie di Corinthians, São Caetano, Palmeiras, Cruzeiro, Atlético Paranaense e Ponte Preta per un totale di 257 presenze e 63 reti nel campionato Brasileirão fino alla stagione 2012. Vanta alcune presenze anche in Coppa Libertadores. Nel suo curriculum ci sono esperienze anche in Giappone e Arabia Saudita, rispettivamente con Kashima Antlers e Al-Ahli.
Ad inizio ottobre 2013 dopo alcuni allenamenti con il Sulmona, squadra militante nel girone F di Serie D italiana, sembra ormai prossimo a diventare ufficialmente un giocatore biancorosso, ma poco dopo il clamoroso trasferimento viene sospeso.

## Palmarès

### Club
- Campionato Paranaense: 1

Atlético Paranaense: 2009